# Pierre-François-Léonard Fontaine
Pierre-François-Léonard Fontaine (Pontoise, 10 settembre 1762 – Parigi, 13 ottobre 1853) è stato un architetto francese.

## Biografia
Dopo gli studi, completò la sua educazione a Roma dal 1785 ad aprile 1790, dove poté osservare e studiale dal vero gli elementi architettonici sui quali si basò quello che verrà poi definito stile neoclassico. Tornato in Francia, iniziò a collaborare con Charles Percier, suo collega di studi, progettando inizialmente mobili e arredi.
Come architetto ufficiale di Napoleone, fu esponente di prima linea nell'architettura neoclassica e, insieme al collega Percier, contribuì in maniera essenziale agli sviluppi dello Stile Impero, lavorando, tra l'altro, alla realizzazione della Rue de Rivoli e dell'Arc de Triomphe du Carrousel. I due strinsero un'amicizia di lunga durata; in seguito sarebbero stati sepolti al medesimo luogo.
Fontaine fu l'ideatore del progetto per il viale degli Champs-Élysées. Lavorò ad importanti progetti di restauro come quello per il castello di Chambord.
Con gli sconvolgimenti della Restaurazione, continuò la carriera come architetto del re di Luigi XVIII di Francia.

## Pubblicazioni
Percier e Fontaine contribuirono essenzialmente alla teorizzazione del neoclassico e pubblicarono insieme diverse opere:
- 1798 - Palais, maisons et autres édifices modernes dessinés à Rome.
- 1811 - Description des cérémonies et des fêtes qui ont eu lieu pour le mariage de Napoléon Ier avec l'archiduchesse Marie-Louise.
- 1812 - Recueil de décoration intérieure concernant tout ce qui rapporte à l'ameublement.
- 1833 - Résidences des souverains de France, d'Allemagne, de Russie, etc.

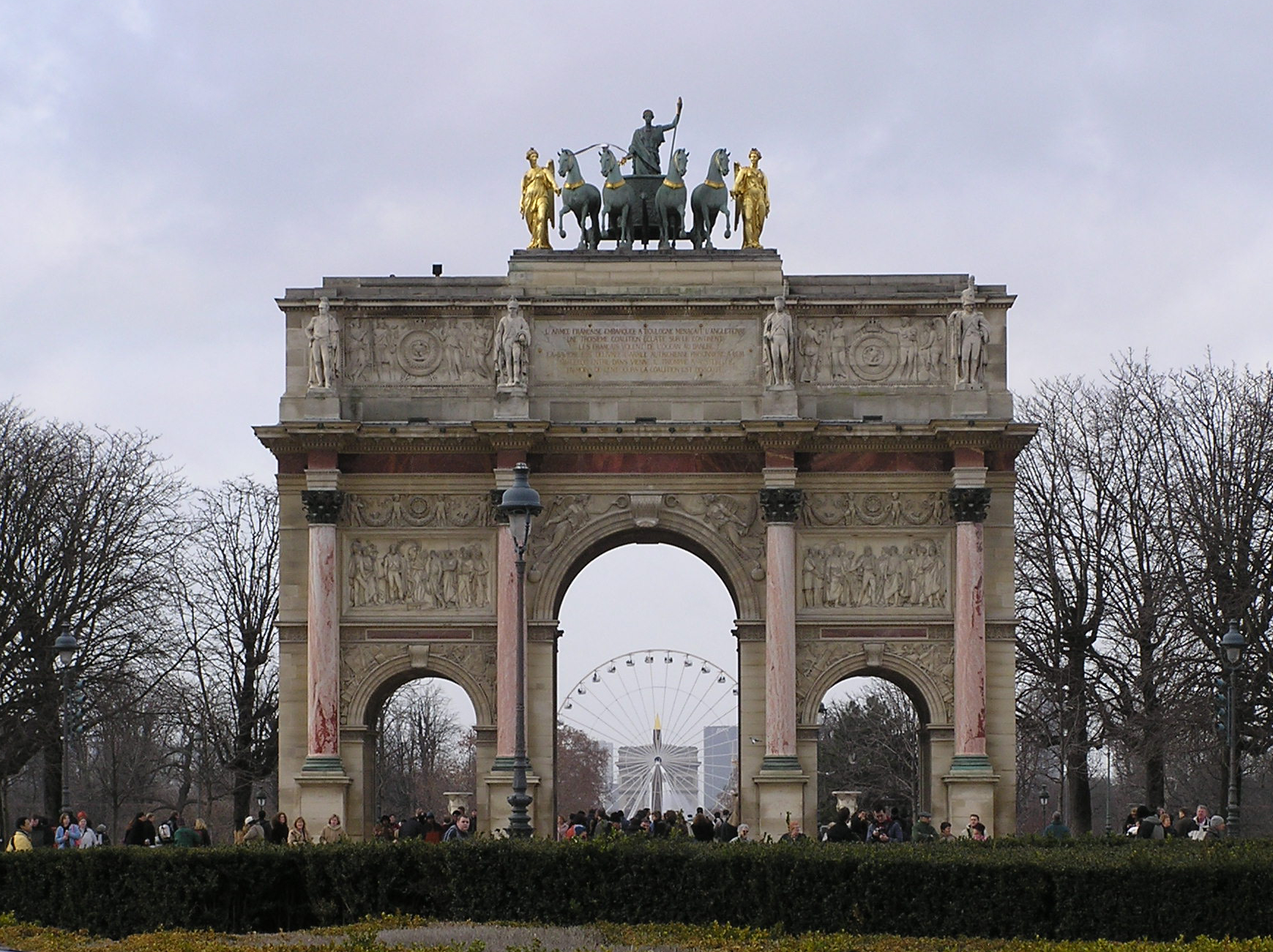
Arc de Triomphe du Carrousel, Parigi, 1810
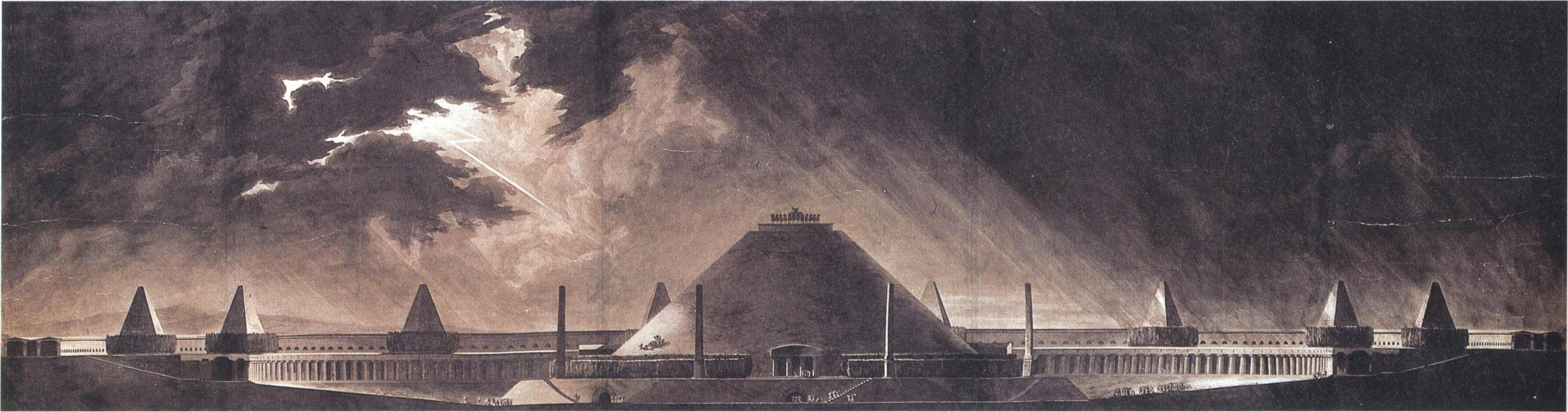
Progetto per un mausoleo dei sovrani del Grand Empire
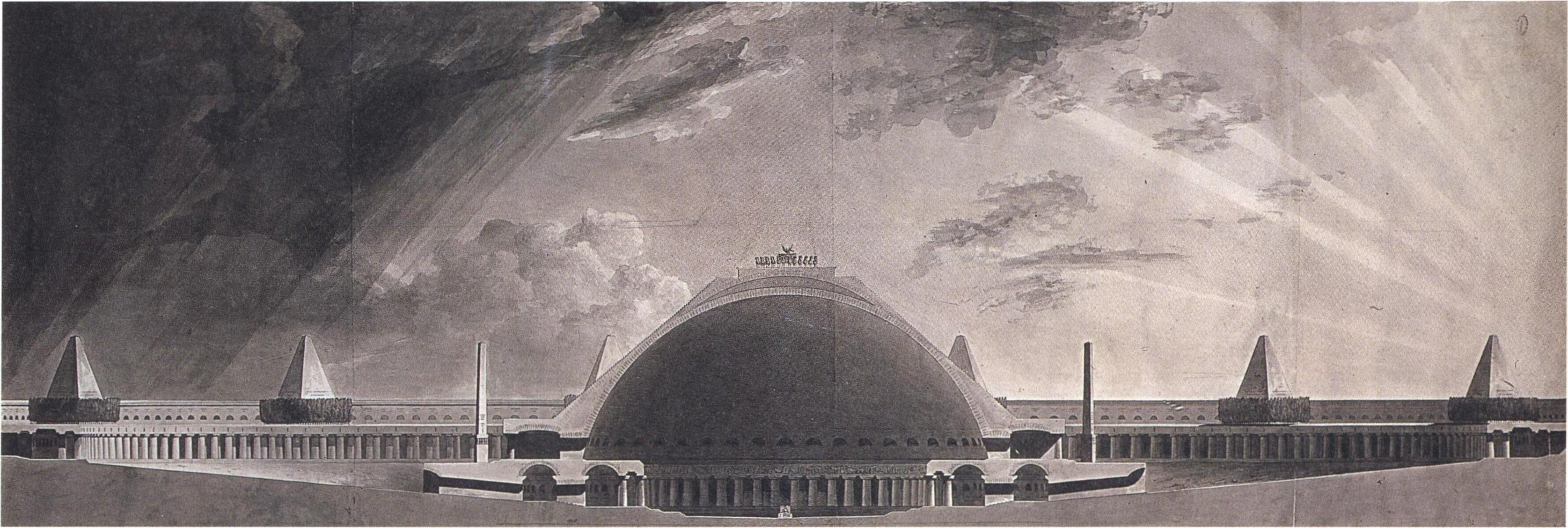
Progetto per un mausoleo dei sovrani del Grand Empire